# Bastiaan Belder
Bastiaan (Bas) Belder (ur. 25 października 1946 w Ridderkerku) – holenderski polityk i nauczyciel, poseł do Parlamentu Europejskiego V, VI, VII i VIII kadencji.

## Życiorys
Absolwent Uniwersytetu w Utrechcie. Od 1969 do 1984 pracował jako nauczyciel w szkole średniej w Rotterdamie, następnie do 1999 był redaktorem i komentatorem spraw zagranicznych w dzienniku „Reformatorisch Dagblad”, wydawanym w miejscowości Apeldoorn.
W 1999 po raz pierwszy został wybrany do Parlamentu Europejskiego z listy koalicji konserwatywnych partii protestanckich. W V kadencji PE pełnił funkcję pierwszego wiceprzewodniczącego delegacji ds. stosunków z USA. W wyborach europejskich z 2004, 2009 i 2014 odnawiał mandat europosła jako kandydat bloku Unii Chrześcijańskiej i SGP (będąc przedstawicielem Politycznej Partii Protestantów), zasiadając w PE do 2019.